# Mark Nicholls
Pour les articles homonymes, voir Nicholls.

a Compétitions nationales et continentales officielles uniquement.

b Matchs officiels uniquement.
Dernière mise à jour le 18 août 2025.
Marcus "Mark" Frederick Nicholls, né le 13 juillet 1901 à Greytown (Nouvelle-Zélande) et décédé le 10 juin 1972 à Tauranga, est un ancien joueur de rugby à XV qui a joué avec l'équipe de Nouvelle-Zélande. Il a évolué comme demi d'ouverture (ou cinq huitième). 

## Carrière
Mark Nicholls dispute son premier test match avec l'équipe de Nouvelle-Zélande le 12 août 1921, à l'occasion d'un match contre l'équipe d'Afrique du Sud. Il dispute son dernier test match contre une équipe de Grande-Bretagne le 26 juillet 1930. 
Il participe à la tournée des Invincibles, équipe représentant la Nouvelle-Zélande en tournée en 1924-1925, dans les îles britanniques, en France et en Amérique du Nord.  
Il dispute 124 matchs de haut niveau, marquant 619 points, un record qui ne sera battu qu'en 1951.

## Palmarès
- Nombre de test matchs avec les All Blacks :  10
- Nombre total de matchs avec les All Blacks : 39
- Test matchs par année : 3 en 1921, 2 en 1924, 2 en 1925, 1 en 1928, 2 en 1930